# エリック・ハンプトン・ホルダー
エリック・ハンプトン・ホルダー・ジュニア（英語：Eric Himpton Holder, Jr.、1951年1月21日 - ）は、アメリカ合衆国の弁護士、政治家、裁判官。バラク・オバマ政権にて第82代アメリカ合衆国司法長官を務めた（史上初の黒人の司法長官であった）。

## 生い立ち
1951年1月21日にニューヨーク州ニューヨークのブロンクス区において誕生した。ホルダーはクイーンズ区の公立学校で10歳まで学んだ。ホルダーは4年生への進級時に優秀学生支援プログラムの対象児童に選ばれた。ホルダーはマンハッタンの名門スタイヴェサント高校へ進み、1969年に卒業した。ホルダーはコロンビア大学へと進学し、1973年にアメリカ史の学士号を取得した。その後コロンビア大学法科大学院へ進み、1976年に法務博士号を取得した。ホルダーは大学院在学中の1974年夏に、全米黒人地位向上協会の法律弁護教育基金で事務員として勤務し、また1975年夏にアメリカ司法省の刑事裁判部で事務員として勤務した。
1977年にホルダーはニューヨーク州で弁護士として認可を受け、1980年にはコロンビア特別区においても弁護士として認可を受けた。

## アメリカ合衆国司法省勤務と連邦検事

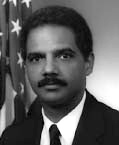
エリック・ホルダー（1997年当時）

大学院卒業後にホルダーはアメリカ合衆国司法省に勤務した。ホルダーは1976年から1988年まで公職保全局に所属し、裁判弁護士として従事した。ホルダーはアメリカ合衆国司法省在職中にアブスキャム事件に際して囮捜査で発覚した贈賄事件を扱い、アメリカ民主党のジョン・ジャンレット連邦下院議員の起訴を支援した。
1988年にロナルド・レーガン大統領はホルダーをコロンビア特別区最高裁判所の陪席判事に任命した。1993年にホルダーは判事職を退き、ビル・クリントン大統領から受けたコロンビア特別区担当の連邦検事職を受理した。ホルダーはアフリカ系アメリカ人として初めて連邦検事に就任した。
ホルダーは連邦検事として1992年の郵便公社汚職事件を扱い、公金横領などの容疑で起訴されたアメリカ民主党のダン・ロステンコウスキー連邦下院議員の結審を監視した。1997年にホルダーはアメリカ合衆国司法副長官として指名を受け、連邦検事を退いた。

## アメリカ合衆国司法副長官

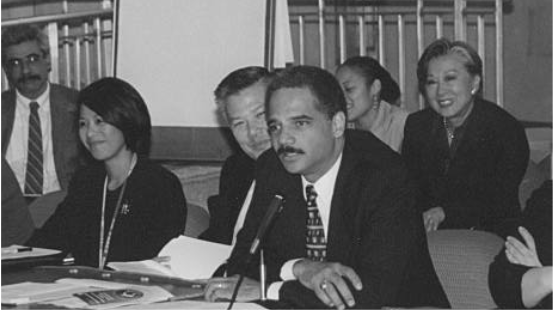
省庁間作業部会に司法副長官として出席するホルダー（2000年10月18日）

ホルダーは1997年から2001年までビル・クリントン政権2期目でアメリカ合衆国司法副長官を務めた。1997年にクリントン大統領はジェイミー・ガレリック司法副長官の辞任を受けて後任のアメリカ合衆国司法副長官にホルダーを指名した。同年7月にホルダーは満場一致の票決によってアメリカ合衆国上院の承認を受け、アメリカ合衆国司法副長官に着任した。
指名承認の公聴会においてホルダーは死刑制度に対する反対意思を質問された。ホルダーは現行法に従い、ジャネット・レノ司法長官に協力する意思を誓うと述べた。そしてホルダーは「私は死刑の賛同者では無い。だが私は議会の求めに応じて、法の下に死刑を執行する意思がある」と述べた。ホルダーはアフリカ系アメリカ人として、初めて司法副長官に就任した。
2001年にジョージ・W・ブッシュが大統領に就任した際にアメリカ合衆国司法長官としてジョン・アシュクロフトがアメリカ合衆国上院の承認を受けるまでの10日余りの間に、ホルダーはアメリカ合衆国司法長官代行を務めた。

## 弁護士業
2001年以降ホルダーはワシントンD.C.の国際法律事務所コビントン・アンド・バーリングに弁護士として所属した。ホルダーは医薬品企業のメルクやアメリカンフットボールリーグのNFLの代理人を務めた。

## アメリカ合衆国司法長官
ビンラディン容疑者の殺害については旧日本軍による真珠湾攻撃を指揮した山本五十六連合艦隊司令長官の軍用機を撃墜した作戦と同じだとして、その正当性を強調した。
2012年6月28日にアメリカ合衆国下院は失敗した銃密輸捜査"Operation Fast and Furious"に関する文書の提出を拒んだとして、アメリカ史上初めて議会侮辱罪で告発する決議を可決した。
2018年10月25日、BBCによると、デビー・ワッサーマン・シュルツの名前を騙ったパイプ爆弾の爆発物が、ヒラリー・クリントン、バラク・オバマ、CNN、ジョン・オーウェン・ブレナンCIA長官、エリック・ホルダー司法長官、ジョージ・ソロスに送られたが爆発しなかった。10月26日にFBIは指紋からフロリダ州在住の熱烈なトランプ支持者の56歳の男シーザー・セヨクを逮捕した。

## 家族
両親はカリブ海の小国であるバルバドスからの移民家系であり、父親のエリック・ハンプトン・ホルダー・シニア (Eric Himpton Holder, Sr. 1905-1970) はセント・ジョセフの出身であった。父親がアメリカに渡ったのは1916年2月24日のことであり、汽船スティーヴン号でニューヨークに上陸した。第二次世界大戦中はアメリカ陸軍航空隊に従軍した。
母親のマリアム・ホルダー (Miriam Holder) はニュージャージー州の出身であり、マリアムの母方の祖父母がセント・フィリップからの移民であった。
ホルダーは産科医のシャロン・マローン (Sharon Malone) と結婚し、子供を3人もうけた。マローンの妹のヴィヴィアン・マローンは、1963年のアラバマ大学黒人入学拒否問題で知られる。